# Condylostylus nigritibia
Condylostylus nigritibia är en tvåvingeart som beskrevs av Van Duzee 1932. Condylostylus nigritibia ingår i släktet Condylostylus och familjen styltflugor.
Artens utbredningsområde är Kuba. Inga underarter finns listade i Catalogue of Life.